# Scarabaeus hippocrates
Scarabaeus hippocrates är en skalbaggsart som beskrevs av Macleay 1821. Scarabaeus hippocrates ingår i släktet Scarabaeus och familjen bladhorningar. Inga underarter finns listade i Catalogue of Life.